# Rodrigo Silva (cantautor)
Rodrigo Silva Ramos (Neiva, 14 de noviembre de 1945-Ibagué, 8 de enero de 2018) fue un cantautor y compositor colombiano. Fue uno de los líderes del dúo Silva y Villalba.

## Biografía
Rodrigo Silva nació en Neiva, fue hijo de Julio Silva. Su madre fue colaboradora de la Imprenta Nacional, en Bogotá. Estudió en el colegio San Luis Gonzaga, de Facatativá, donde tuvo su primer contacto con un instrumento, que no fue la guitarra ni el tiple, con los que triunfó en la vida, sino el acordeón.
Durante su estudió se traslada a Soacha, en el Simón Bolívar, dos años, ingresó al colegio Jesús María Carrasquilla, en Bogotá, donde recuperó su pasión. Y luego al Colegio Francisco Antonio Zea, a repetir el año reprobado, y allí se graduó de bachiller. En Bogotá conoció a Henry Faccini, músico de cuerda con quien montó su primer grupo: Silva y Faccini. Silva era primera voz y guitarra, mientras Faccini, tiple y segunda voz.
Viajó a El Espinal, donde tenía tíos y cuñados arroceros y ganaderos. Al terminar las fiestas, sus amigos y parientes le dieron la oportunidad de incursionar en la agricultura, pero en el fondo la idea era tener un músico de cabecera para las parrandas, como siempre lo hizo en toda la vida: amigos y música, antes que dinero. En medio de esa farra espinaluna conoció a su compañero de historia, Álvaro Villalba, quien cantaba música llanera donde fundó el dueto musical Silva Y Villalba.
Nacionalmente se hicieron conocer en 1967, en el concurso La Orquídea de Plata y en 1970 grabaron su primer álbum que titularon Viejo Tolima y que incluyó éxitos como Al Sur, Llano grande, Soñar contigo, Pescador, lucero y río y Oropel. Este dueto fue triunfador en el Festival de Villavicencio en 1976 con el pasillo Qué más quieres de mí. Fueron los primeros en cantar el tema Si pasas por San Gil y en su repertorio se hicieron grandes temas como Espumas, Llamarada, Los guaduales, El bucanero, Se murió mi viejo, entre muchos otros. Además hicieron magistrales interpretaciones de compositores como Jorge Villamil, José A. Morales, Luis Alberto Osorio y Pedro J. Ramos.
Silva integró uno de los duetos de música colombiana más importantes, grabando más de quinientas canciones como «Oropel», «Espumas», «Llamarada», «Los guaduales» y «Al sur», entre otros. Era un hijo adoptivo del departamento del Tolima. Falleció el 8 de enero de 2018 a causa de Cáncer de laringe tras complicarse en una clínica local.